# Franz Stephan Rautenstrauch

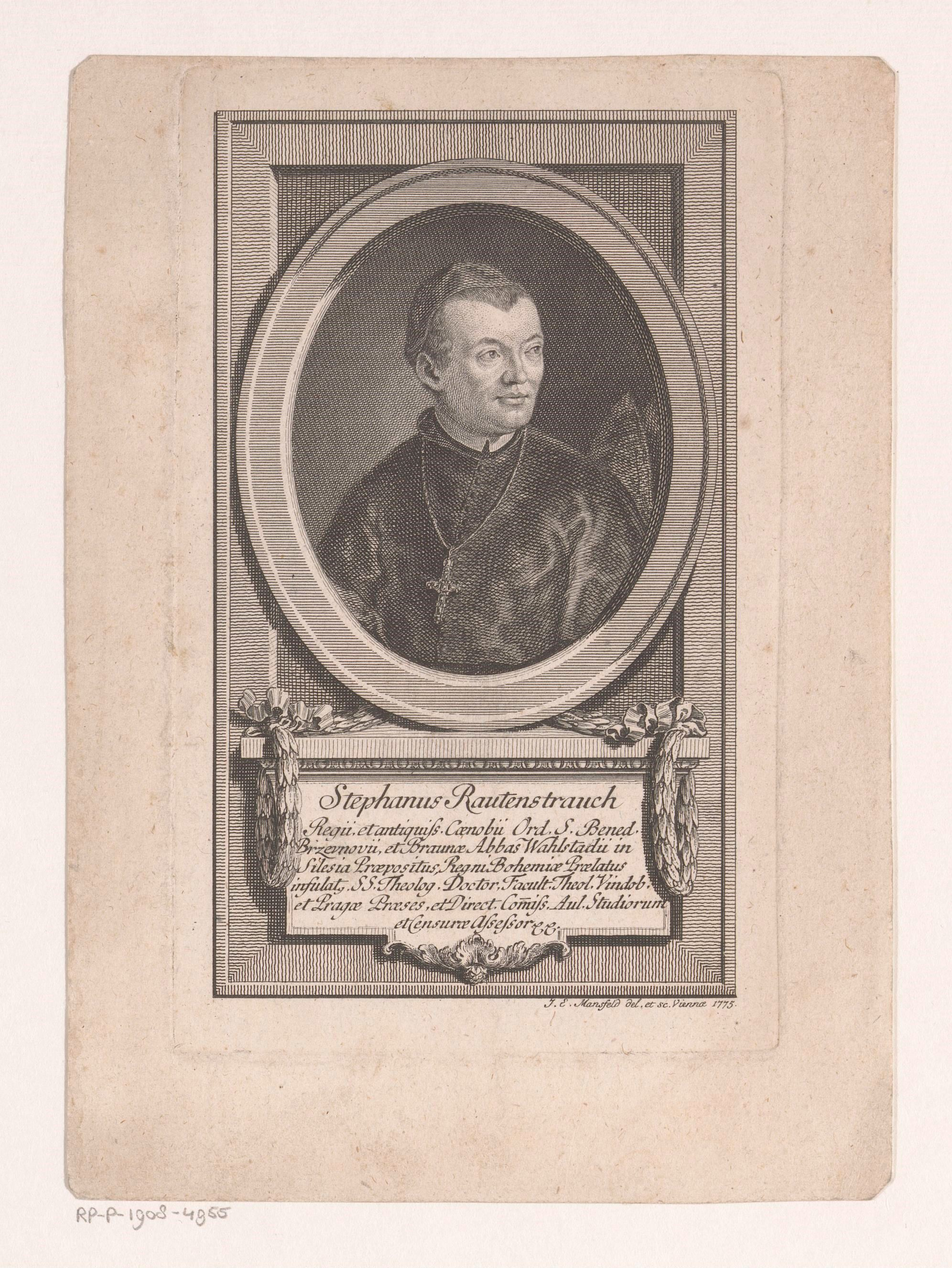
Franz Stephan Rautenstrauch (Johann Ernst Mansfeld, 1775)

Franz Stephan Rautenstrauch OSB, später Franz Stephan von Rautenstrauch (* 26. Juli 1734 in Platten, Böhmen; † 30. September 1785 in Erlau, Ungarn) war ein österreichischer Benediktinerabt und katholischer Theologe.

## Leben
In seiner Jugend war er Sängerknabe im Benediktinerstift Emaus in Prag. Nach dem Besuch des Gymnasiums trat Franz Stephan Rautenstrauch im Stift Břevnov bei Prag, das mit dem Kloster in Braunau unter einem gemeinsamen Abt verbunden war, in den Benediktinerorden ein. Er studierte Theologie an der Universität Prag, empfing dort die Priesterweihe und war danach mehrere Jahre Lektor der Theologie und des kanonischen Rechts im Kloster. In dieser Zeit schrieb er seine Prolegomena in jus ecclesiasticum, die das Missfallen des Prager Erzbischofs Anton Peter Graf Příchovský erregten. Der Erzbischof beantragte, Rautenstrauchs Schrift in den habsburgischen Erblanden zu verbieten. Hiergegen wandte sich der Direktor der Prager juristischen Fakultät, Wenzel Stephan von Kronenfels mit dem Ergebnis, dass Königin Maria Theresia von Böhmen, statt dem Antrag stattzugeben, Franz Stephan Rautenstrauch die goldene Medaille für Wissenschaft verlieh und den Erzbischof beauftragte, ihm diese mit der Bemerkung zu überreichen, „daß Ihre Majestät gerne sähen, wenn R. die ganze Zustandebringung seines Werkes sich nach Möglichkeit angelegen sein ließe“.
Franz Stephan Rautenstrauch wurde am 13. März 1773 zum Abt der beiden Stifte in Břevnov und Broumov gewählt. Die Königin erließ daraufhin den beiden Stiften die Abtswahltaxe von 12.000 fl. Kurz darauf beauftragte sie Rautenstrauch mit dem Entwurf eines theologischen Lehrplans. Dieser wurde 1774 eingeführt und blieb im Wesentlichen bis 1857 in Geltung. Mit diesem Lehrplan wurde zum ersten Mal die Pastoraltheologie als theologisches Studienfach vorgeschrieben. Im selben Jahr 1774 wurde Rautenstrauch zum Direktor der Prager theologischen Fakultät ernannt und erhielt ein Ehrendoktorat dieser Fakultät. 1775 wurde er Präsident der theologischen Fakultät der Universität Wien, Hofrat und Vorsitzender der „Hofcommission in Cultusangelegenheiten“. Er war von 1775 und 1785 Direktor der Universitätsbibliothek der Universität Wien.
Er starb auf einer Reise nach Ungarn, die er im Auftrag des Benediktinerordens und zur Organisation des theologischen Studiums unternahm.

## Theologische Positionen
Franz Stephan Rautenstrauch galt als Vertreter des gemäßigten Staatskirchensystems jener Zeit, des Febronianismus, wie er sich in der staatskirchenrechtlichen Haltung Maria Theresias und ihres Sohnes Josefs II. darstellte.

## Leistungen
Die von ihm geleiteten Klöster wurden, wie Johann Friedrich von Schulte vermutet, aufgrund von Rautenstrauchs Ansehen, von der Säkularisation in Österreich nicht betroffen.
Seine Vorschläge über das für den Eintritt in geistliche Orden erforderliche Alter wurden von Papst Pius IX. sowohl in Österreich als auch in anderen Gebieten kirchengesetzlich festgeschrieben.
Keine einzige seiner Schriften ist auf den Index gesetzt worden.

## Schriften
- Prolegomena in jus ecclesiasticum. Prag 1769, Neuausgabe 1774.
- Institutiones juris ecclesiastici cum publici tum privati usibus Germaniae accommodatae. Prag 1769, 1774, 1772 (erweitert).
- Synopsis juris ecclesiastici, publici et privati, quod per terras hereditarias augustissimae Imperatricis Mariae Theresiae obtinet. Wien 1776 (mehrfach nachgedruckt). „Dieses Verzeichnis enthält in 253 Sätzen die in Österreich für das Kirchenrecht maßgebenden Sätze. Das Hofdekret vom 5. Oktober 1776 erlaubte nur aus ihm behufs der öffentlichen Disputation bei Promotionen Thesen auszusetzen und zu verteidigen. Hierin liegt ein großer Einfluß desselben. Obwohl faktisch vielfach ignoriert, galt die Vorschrift eigentlich bis zum Jahre 1849. Der päpstliche Nuntius beklagte sich noch bei der Krönung des Kaisers Ferdinand in Prag (7. Sept. 1835) bitter darüber, daß ein solches Buch im amtlichen Gebrauche sei.“[2]
- De jure principiis praefigendi maturiorem professioni monasticae solemni aetatem diatribe. Prag 1773, 1775.
- Anleitung und Grundriß der systematischen dogmatischen Theologie. 4. Auflage 1774.
- Institutionum hermeneuticarum veteris testamenti sciographia. 4. Auflage 1775.
- Sciographia institutionum hermeneuticarum veteris et novi testamenti. Prag 1776.
- Patrologiae et historiae literariae theologiae conspectus. Prag 1776.
- Institutum theologiae. Wien 1778.
- Theologiae dogmaticae tradendae methodus et ordo. 1778.
- Theologiae pastoralis et polemicae delineatio tabellis proposita. 1778.
- Tabellarischer Grundriß der in deutscher Sprache vorzutragenden Pastoraltheologie. Wien 1777.
- Entwurf zur Einrichtung der theologischen Schulen in den k. k. Erblanden. Wien 1782.
- Entwurf zur Einrichtung der Generalseminarien in den k. k. Erblanden. Wien 1784.